# Amentotaxus
Amentotaxus je malý rod jehličnanů z čeledi tisovitých. Zahrnuje 7 druhů vyskytujících se v subtropické jihovýchodní Asii (od Tchaj-wanu na západ přes jižní Čínu až po Assam ve východním Himálaji a na jih až po Vietnam). V minulosti byl řazen spolu s torejou a hlavotisem do samostatné čeledi Cephalotaxaceae.
Jedná se o vývojově starý rod, nejstarší fosilie, které lze k němu přiřadit, pocházejí ze středně až pozdně jurského podloží Daohugou v Číně. Ve třetihorách měl široký areál, který zasahoval i do Evropy.

## Popis
Stálezelené keře a malé stromy dosahující výšky 2–15 m. Listy jsou na výhonech spirálovitě uspořádané, ale na bázi stočené tak, že leží ve dvou plochých řadách (s výjimkou vzpřímených předních výhonů); jsou čárkovitě kopinaté, 4-12 cm dlouhé a 6–10 mm široké, měkké, s tupou špičkou, nahoře zelené a dole se dvěma nápadnými bílými stomatálními pruhy. Od příbuzného rodu Cephalotaxus se liší širšími listy a od sesterského rodu Torreya tupými listy bez ostře špičatého zakončení.
Zástupci rodu jsou převážně dvoudomí. Samčí (pylové) šištice mají tvar jehnědy, jsou 3–15 cm dlouhé, seskupené do trsů po dvou až šesti a vyrůstají z jediného pupenu. Samičí (semenné) šišky jsou jednotlivé nebo seskupené po několika na krátkých stopkách; zpočátku jsou drobné, asi za 18 měsíců dozrávají do podoby peckovice s jediným velkým ořechovitým semenem dlouhým 1,5–3 cm, obklopeným dužnatým obalem (arilem), v plné zralosti oranžovým až červeným; vrchol semene obvykle mírně vyčnívá z dužnatého obalu.

## Rozšíření a ekologie
Druhy rodu Amentotaxus obvykle rostou v keřovém patře, případně podúrovni stromového patra ve vlhkých, podhorských až horských, polostinných až stinných stálezelených lesích, v horských soutěskách i na prudkých severních svazích. Preferují dobře odvodněné půdy na různých typech substrátu od vápence přes pískovce až po žulu.

## Zástupci
- Amentotaxus argotaenia – typový druh; velká část pevninské Číny až po Tibet, Tchaj-wan, severní Vietnam; zranitelný druh
- Amentotaxus assamica – pouze Indie, pohoří Arunáčala v provincii Assam, ohrožený druh
- Amentotaxus formosana – Tchaj-wan
- Amentotaxus hatuyenensis – Vietnam
- Amentotaxus hekouensis –  Jün-nan
- Amentotaxus poilanei – Vietnam
- Amentotaxus yunnanensis – Vietnam, jižní Čína (provincie Jün-nan a Kuej-čou)

## Pěstování
Některé druhy, především Amentotaxus argotaenia, se pěstují pro okrasu. V České republice je několik exemplářů tří různých druhů k vidění v Botanické zahradě hlavního města Prahy. Ve zdejších klimatických podmínkách není zcela otužilý a má pouze sbírkový význam.

## Galerie

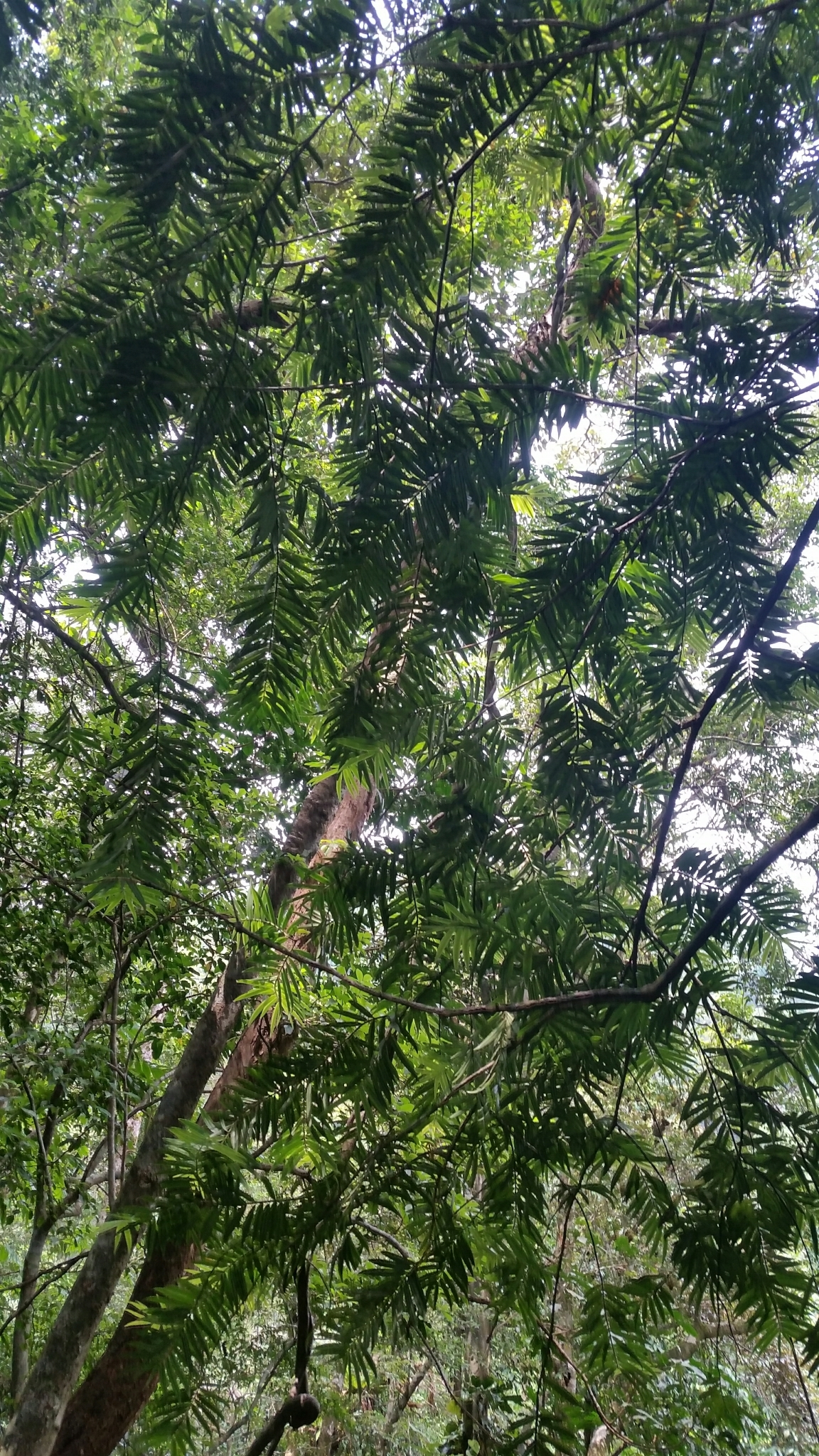
Amentotaxus poilanei v lesním porostu
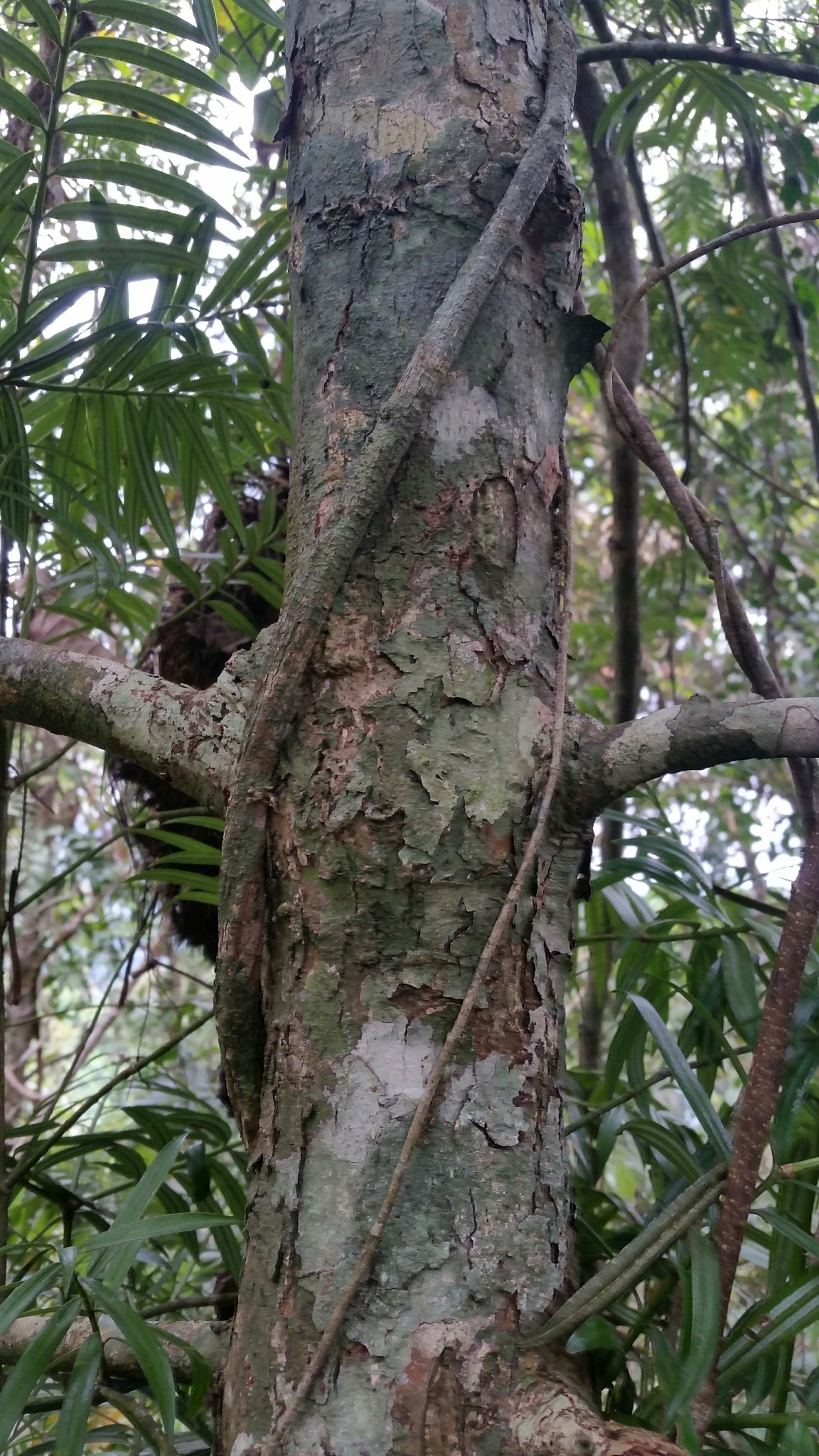
Amentotaxus poilanei – detail kmene
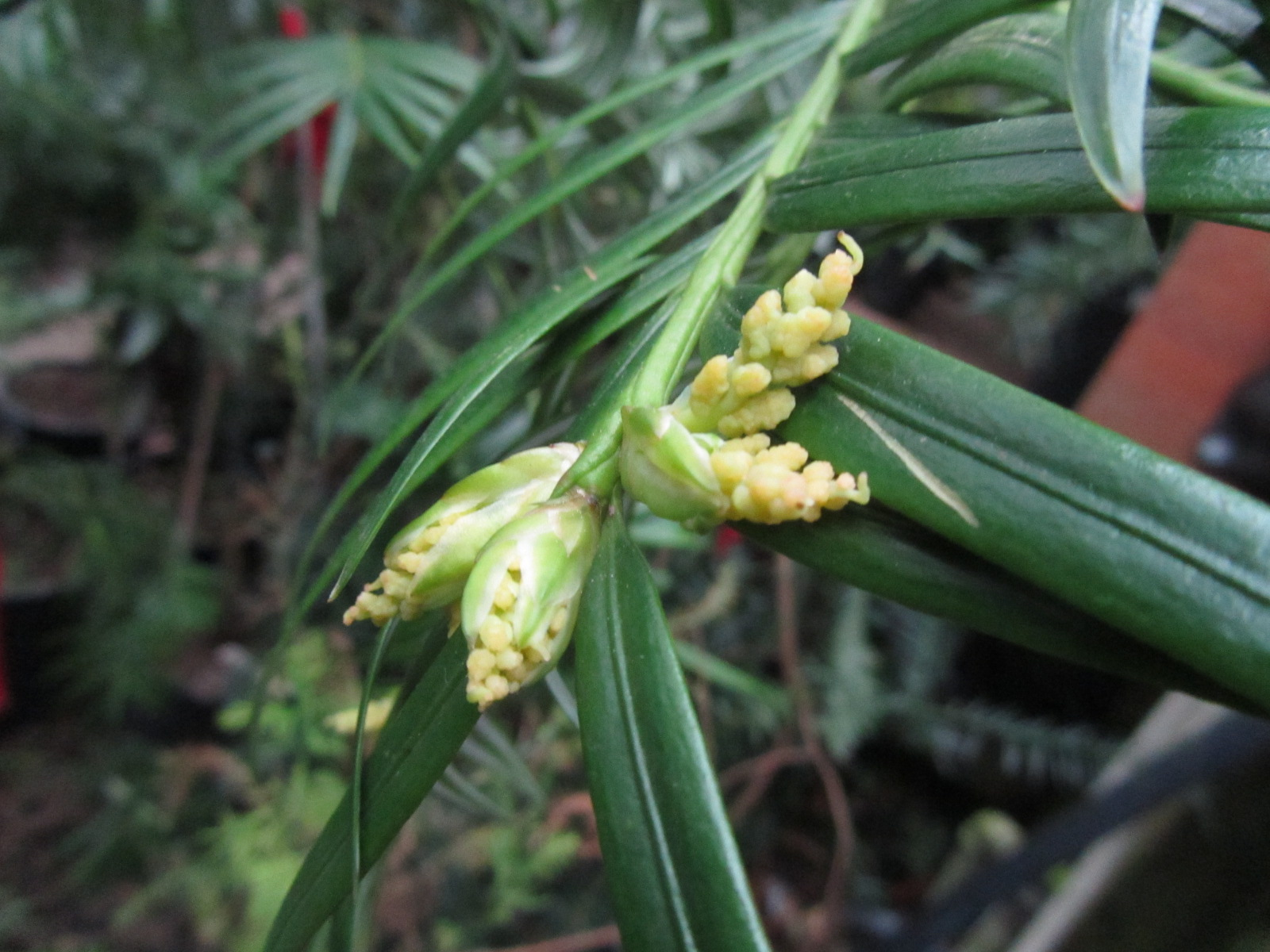
Amentotaxus formosana – samčí šištice
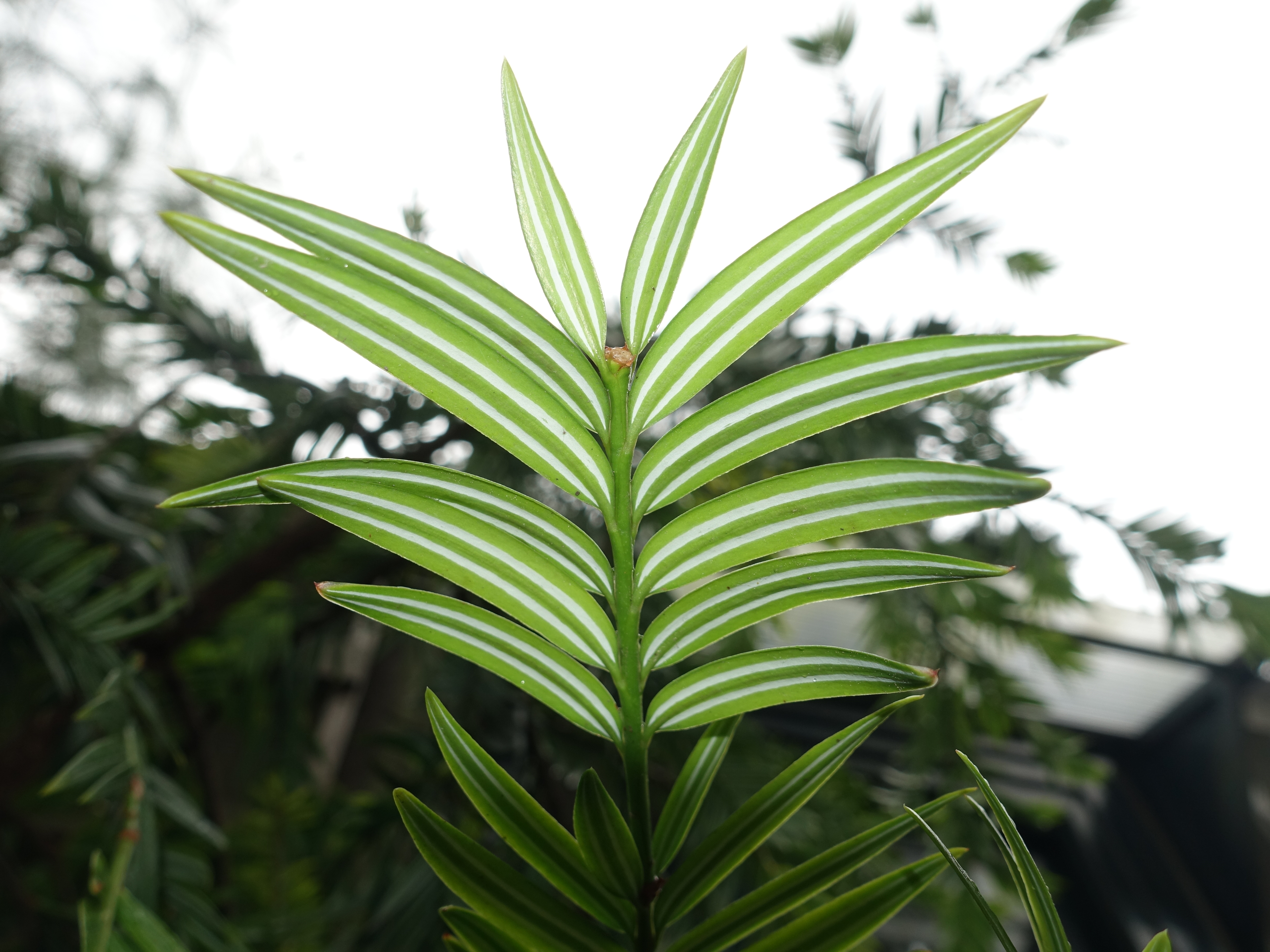
Amentotaxus argotaenia – spodní strana jehlic s bílými proužky průduchů